# قربان صفروف
قربان صفروف (ترکی آذربایجانی: Qurban Səfərov؛ زادهٔ ۵ سپتامبر ۲۰۰۴) بازیکن فوتبال است.
وی همچنین در تیم ملی فوتبال زیر ۱۹ سال جمهوری آذربایجان بازی کرده‌است.